# Károly Kratochvil
Károly Kratochvil (uneori scris și Károly Kratochwill, n. 1869, Brno, Cisleithania, Imperiul Austro-Ungar – d. 1946, Budapesta, Ungaria) a fost un ofițer al armatei austro-ungare. A comandat Regimentul 4 Infanterie Honvezi din compunerea Brigăzii 39 Infanterie Honvezi (maghiară ) și apoi Divizia Secuiască. Între cele două războaie mondiale a fost o personalitate de marcă a mișcării revizioniste maghiare.